# Mercan Türkoğlu

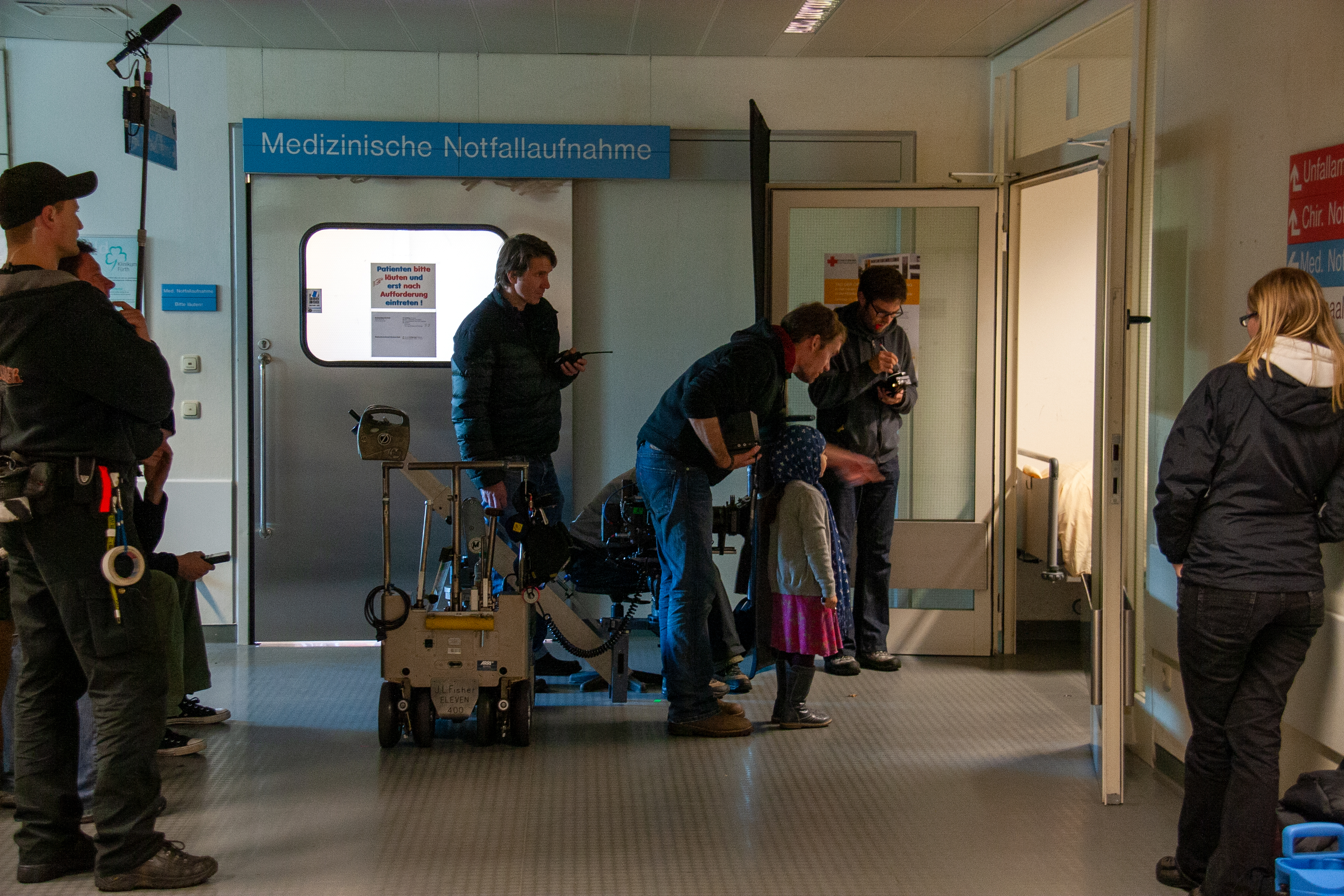
Mercan Türkoğlu bei den Dreharbeiten zum Film Dreiviertelmond am Klinikum Fürth, 2010

Mercan-Fatima Türkoğlu (* 2005) ist eine Kinderdarstellerin. 

## Leben
In ihrer ersten Filmrolle war sie 2011 als türkisches Mädchen Hayat im deutschen Kinofilm Dreiviertelmond zu sehen. Sie spielte die Hauptrolle eines Kindes, um das sich Elmar Wepper als mürrischer Nürnberger Taxifahrer kümmern muss. 2012 wurde die damals Siebenjährige für ihr Spiel mit dem Bambi in der Kategorie Talent ausgezeichnet.